# Mikora
Mikora, Mikora Gryfita (zm. po 1175) – komes Bolesława Krzywoustego, możnowładca polski spokrewniony z Piotrem Włostowicem.
Po śmierci Krzywoustego był związany ze swoim krewnym, Piotrem Włostowicem. Obecny był m.in. na uczcie weselnej córki Włostowica z Jaksą, podczas której Włostowic został aresztowany z nakazu Władysława II. Wkrótce po tym zdarzeniu Mikora wycofał się z działalności politycznej.
Choć wiadomości o jego życiu są ułamkowe, wiemy, że Mikora był człowiekiem wpływowym i możnym. Był właścicielem wielu ziem, m.in. na Dolnym Śląsku, jak też terenów na południowy wschód od Krakowa aż po Bochnię. Był znany jako hojny darczyńca nowo powstających w ówczesnej Polsce fundacji zakonnych. Gdy Jaksa Gryfita (zięć Piotra Włostowica) ufundował w 1163 po swoim powrocie z Ziemi Świętej klasztor Bożogrobców w Miechowie, Mikora wsparł nowo przybyłych zakonników nadając im Chełm k. Bochni z kościołem i karczmą oraz wsie Targowisko i Nieszkowice Wielkie.
W 1175 nadał cystersom z Lubiąża kościół św. Piotra i Pawła we Wrocławiu łącznie z dochodami z wrocławskich jatek. Przekazał nowemu klasztorowi także swoje dobra na wrocławskim Ołbinie. Oprócz tego lubiąscy cystersi, którym Bolesław Wysoki ufundował właśnie klasztor, otrzymali od komesa Mikory 25 koni, 6 wołów, 3 krowy oraz karczmę i most na Widawie.
W położonej nad Widawą dawnej wsi Świniary (dziś administracyjnie część Wrocławia) jedna z ulic nosi imię komesa Mikory.